# Alemão colonieiro
O alemão colonieiro é um dialeto do alemão, falado em Colonia Tovar, na Venezuela.
Ele é mutualmente inteligível com o alemão convencional.